# Сатанов, Исаак
Исаак Сатанов (пол. Isaac Satanow; 1733—1805) — польский учёный, писатель

 и поэт еврейского происхождения; один из видных представителей школы «meassfim».

## Биография
Исаак Сатанов родился в 1732 году в польском селе Сатанове (ныне территория Городокского района Хмельницкой области Украины). Жажда знаний побудила его в молодые годы покинуть родину и направиться в один из главных центров тогдашнего просвещения — Берлин, где он, благодаря рекомендациям Давида Фридлендера и Даниэля Ицига, в течение ряда лет работал репетитором в богатых домах. 

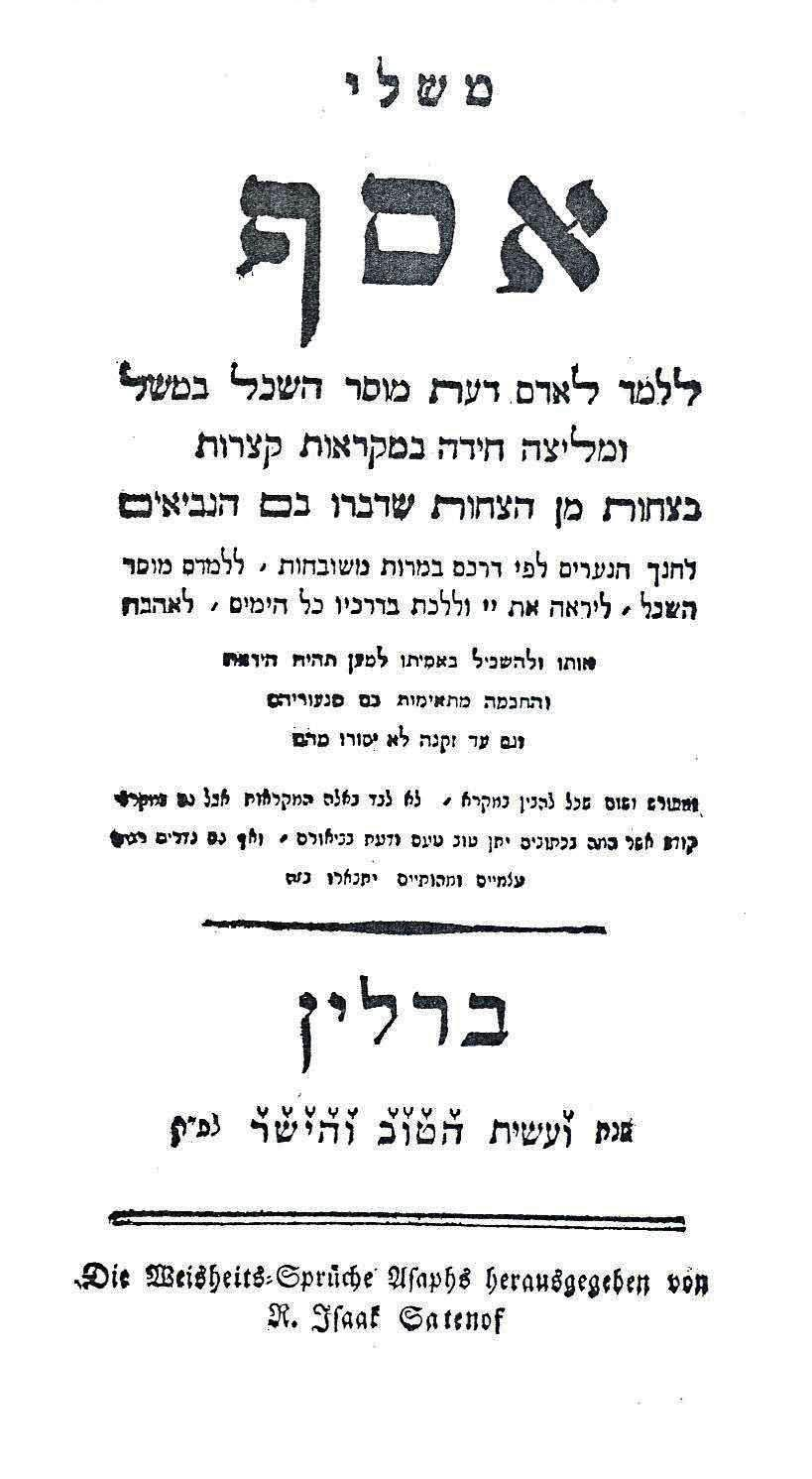
Обложка одной из книг Исаака Сатанова

Как сын переходной эпохи, И. Сатанов был крайне неуравновешенной и полной контрастов натурой. Ортодоксальные воззрения в нем уживались с приверженностью к крайним реформам; глубокий знаток и поклонник еврейских традиций, он в то же время был весьма радикален в своих философских воззрениях; ведя в домашнем обиходе жизнь вполне ассимилированного берлинца, он, однако, не хотел расставаться с традиционной y польских евреев одеждой. Богато одаренный и один из первоклассных творцов новоеврейского стиля, он часто разменивался на мелочи и бросался от одной отрасли к другой.
Исаак Сатанов обладал виртуозной способностью подражать любому стилю, и ему доставляло удовольствие мистифицировать публику и выдавать свои произведения за труды древних авторов. Особую сенсацию вызвало лучшее творение Сатанова «Mischle Assaf» (первая часть — 1788 год, вторая — 1791 год), написанное в библейском стиле Притч Соломоновых. Сатанов уверял, что это произведение принадлежит библейскому псалмопевцу Ассафу, но даже расположенный к Сатанову журнал «Meassef», отмечая классический стиль «Mischle Assaf», в то же время порицал автора за мистификацию.
Сатанов является автором: «Iggeret Eder ha-Jekar» (стихи, 1772); «Iggeret Bet Tefilah» (филологическое исследование, 1773); «Sifte Renanot» (еврейская грамматика, 1773); «Zohar Tanina» (в стиле Зогара, 1783); «Safah Achat» (словарь, 1783); «Imre Binah» (параллель между каббалой и философией, 1784); «Sefer ha-Midot» (ο еврейской этике, 1784); «Sefer ha-Chisajon» (роман в стихах по образцу «Tachkemoni» Алхаризи, 1785); «Ha’gali wcha’chotem» (полемическое сочинение по поводу «Bessamim Rosch» Саула Берлина, 1784); «Sefer ha-Schoroschim» (еврейский лексикон, 1787); «Newiat ha-Jeled» (стихи на арамейском языке, 1789); «Semirot Assaf» (религиозные песни по образцу псалмов; составляет третью часть «Mischle Assaf», 1793); «Holech Tamim» (трактат об этике, 1811); «Dibre Ribot» (o догмах в иудаизме, 1800 (?); «Megilat Chassidim» (гномы по образцу Притч; составляет 4-ю часть «Mischle Assaf», 1802).
Кроме того Исаак Сатанов переиздал ряд выдающихся произведений средневековой литературы, среди которых: «Sefer ha-Midot-le’Aristo» (еврейский перевод аристотелевской этики М. Алгуадеса, 1790); «More Nebuchim» Маймонида (первую часть с комментарием Соломона Маймона; вторую и третью с комментарием Сатанова, 1791—1796); «Kusari» Иегуды Галеви (с комментариями Сатанова, 1795); «Machberot» Иммануэля Римского (1796); «Sefer ha-Gedarim» (трактат M. Бонафоса ο философских терминах и дефинициях, 1798).
Исаак Сатанов умер 25 декабря 1805 года в городе Берлине.